# Slag bij White Hall
De Slag bij White Hall vond plaats op 15 december en 16 december 1862 in Wayne County, North Carolina tijdens de Amerikaanse Burgeroorlog. Deze slag is ook bekend als de Slag bij White Hall Ferry.

## De slag
Op 15 december bereikten de Noordelijke troepen onder leiding van brigadegeneraal John G. Foster White Hall. Daar stond een Zuidelijke militie-eenheid onder leiding van brigadegeneraal Beverly Robertson op de noordelijke oever van de Neuse-rivier hun op te wachten. Terwijl de Noordelijken hun artillerie opstelden op een heuvel bij het stadje vonden er verschillende schermutselingen plaats.
Volgens Noordelijke rapporten probeerden ze in de loop van 16 december de Zuidelijken bezig te houden, terwijl het merendeel van hun troepen de opmars naar de spoorweg probeerde voort te zetten. Het Noordelijk plan bestond eruit om de brug bij Whithall te veroveren om zo een kortere route naar de spoorweg bij Goldboro te gebruiken. De Zuidelijken hadden sterk defensieve stellingen ingenomen en de brug over de rivier in brand gestoken. De Noordelijken bombardeerden de stad en de vijandelijke stellingen. De stad werd vrijwel vernietigd in het proces.
Tegen de avond probeerden de Noordelijken de rivier over te steken tussen Whitehall en Mount Olive. Ze vreesden een tangbeweging van de troepen in Whitehall en eventuele versterkingen vanuit Kinston en Goldsboro. Ze slaagden erin om de rivier over te geraken en rukten verder op naar Goldsboro.